# Arben Puto
Arben Puto (ur. 6 kwietnia 1924 w Gjirokastrze, zm. 11 listopada 2016 w Tiranie) – albański prawnik, historyk i politolog.

## Życiorys
Uczył się w liceum francuskim w Korczy, a jednym z jego nauczycieli był Enver Hoxha. Kontynuował naukę w liceum Chateubrianda w Rzymie w latach 1940-1942. Powrócił do kraju w 1942 i rozpoczął działalność w ruchu oporu w rejonie Gjirokastry, a następnie w Tiranie. Po zakończeniu wojny ukończył gimnazjum w Tiranie, a następnie wyjechał do Moskwy, gdzie studiował na Wydziale Prawa Uniwersytetu Moskiewskiego. Studia ukończył w roku 1951 i powrócił do kraju, gdzie rozpoczął pracę w departamencie prawnym Ministerstwa Spraw Zagranicznych. W 1957, po powstaniu Uniwersytetu Tirańskiego rozpoczął pracę naukową i prowadził wykłady z zakresu prawa międzynarodowego do roku 1990, kiedy przeszedł na emeryturę. Jego zainteresowania naukowe koncentrowały się wokół historii ustroju Albanii i historii dyplomacji. W 1988 odbył staż naukowy w Heidelbergu na zaproszenie Instytutu Maxa Plancka.
W 1990 zaangażował się w działalność opozycji demokratycznej. Kierował albańską filią Komitetu Helsińskiego od chwili jego powstania do roku 2000. Wspomnienia ze swojej działalności publicznej w latach 90. wydał w roku 2015.

## Publikacje
- 1964: E drejta ndërkombëtare publike (Prawo międzynarodowe publiczne)
- 1965: Probleme juridike të pavarsisë Shqiptare (Aspekty prawne albańskiej niepodległości)
- 1976: Nëpër analet e diplomacisë angleze : planet antishqiptare të Britanisë së Madhe gjatë Luftës së Dytë Botërore në bazë të dokumenteve të Forein Ofisit të viteve 1939-1944
- 1978: Pavarësia shqiptare dhe diplomacia e Fuqive të Mëdha 1912–1914 (Niepodległość Albanii, a dyplomacja Wielkich Mocarstw 1912-1914)
- 1981: The history of Albania: From its origins to the present day (wspólnie ze Stefanaqem Pollo)
- 1984: C̦eshtja shqiptare në aktet ndërkombëtare të periudhës së imperializmit : përmbledhje dokumentesh me një vështrim historik
- 1990: Demokracia e rrethuar : qeveria e Fan Nolit në marrëdhëniet e jashtme (Okrążona demokracja: rząd Fana Noliego w stosunkach międzynarodowych)
- 2002: Konventa Evropiane per te drejtat e njeriut (Europejska Konwencja Praw Człowieka)
- 2003: Historia diplomatike e çështjes shqiptare 1878-1926 (Historia dyplomatyczna kwestii albańskiej 1878-1926)
- 2009: Shqipëria Politike 1912-1939 (Albania polityczna 1912-1939)
- 2011: Lufta italo - greke, diktatorë e kuislingë (Wojna włosko-grecka, dyktatorzy i kolaboranci)
- 2012: Shkurorëzimi i Mbretit Zog në mërgim (Rozwód króla Zoga na wygnaniu)
- 2015: Sfidat e të drejtave të njeriut për një shoqëri të lirë, kujtime: (1990-2000)
- 2016: Shkrime të zgjedhura (Teksty zebrane)